# 圣旺迪梅尼勒奥热
圣旺迪梅尼勒奥热（法語：Saint-Ouen-du-Mesnil-Oger，發音：[sɛ̃t‿wɛ̃ dy menil ɔʒe] ⓘ）是法国卡尔瓦多斯省[[[卡昂区]]的市镇，面积5.89平方千米，2022年1月1日人口为227人。

## 地理
圣旺迪梅尼勒奥热（49°9'23"N, 0°7'18"W）面积5.89平方千米，位于法国诺曼底大区卡爾瓦多斯省，该省份为法国西北部沿海省份，北濒大西洋英吉利海峡，东北与滨海塞纳省以海上边界相接，东临厄尔省，南至奧恩省，西与芒什省接壤。
与圣旺迪梅尼勒奥热接壤的市镇（或旧市镇、城区）包括：阿尔让斯、康特卢、克莱维尔、欧日地区奥托、圣皮埃尔迪容凯。
圣旺迪梅尼勒奥热的时区为UTC+01:00、UTC+02:00（夏令时）。

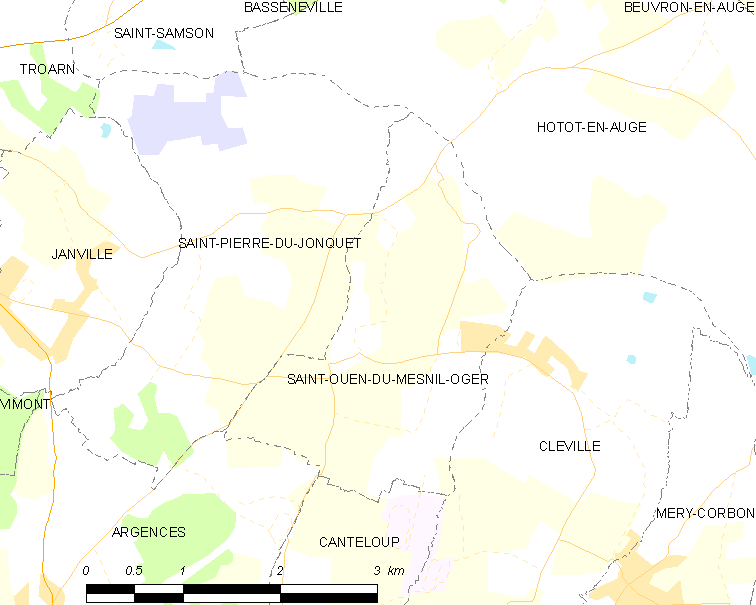
圣旺迪梅尼勒奥热的OSM定位图

## 行政
圣旺迪梅尼勒奥热的邮政编码为14670，INSEE市镇编码为14637。

## 政治
圣旺迪梅尼勒奥热所属的省级选区为特罗阿恩县。

## 人口

1962-2008年间圣旺迪梅尼勒奥热人口变化图示

圣旺迪梅尼勒奥热于2022年1月1日时的人口数量为227人。